# Agostino Tana
Agostino Amedeo Tana (Chieri, 28 agosto 1745 – Torino, 30 dicembre 1791) è stato un drammaturgo, poeta e scrittore italiano.
Nonostante il discreto successo di alcune sue tragedie e la buona fama e alta considerazione di cui godeva presso la comunità letteraria del Settecento, probabilmente egli sarebbe ormai dimenticato se  Vittorio Alfieri non lo avesse menzionato nella Vita di Vittorio Alfieri da Asti scritta da esso per i consigli che gli fornì all'inizio della sua produzione letteraria.

Stemma della famiglia Tana

## Biografia

### Gli anni giovanili e gli studi
Agostino Amedeo Tana nasce a Chieri il 28 agosto 1745 dal conte Francesco e da Teresa Angelica Valperga di Civrone.
Il padre era salito alle più alte cariche del regno: nel 1758 era stato nominato viceré di Sardegna, poi comandante della città e della provincia di Torino.
L'educazione del conte Agostino Amedeo era stata quella tipica dei giovani nobili piemontesi del tempo che di solito, ancora fanciulli, venivano affidati completamente alle cure di un pedagogo, spesso non particolarmente brillante né per preparazione né per principi morali. Poi, all'età di dodici anni, era entrato nella scuola dei paggi del Re (giovani nobili addetti al servizio di corte) all'Accademia Reale di Torino, ma probabilmente poco si addiceva al giovane Agostino, dal temperamento chiuso e malinconico, frequentare ancora fanciullo un ambiente in cui prevaleva l'addestramento agli esercizi di cavalleria e di guerra e l'educazione formale alle belle maniere.
Risale certamente ai tempi dell'Accademia la conoscenza di Vittorio Alfieri. Infatti nella prima redazione della Vita dell'astigiano si legge:
(V. Alfieri)
Nella stesura definitiva della Vita invece, il modo con cui Tana viene presentato appare un po' più distaccato in quanto l'Alfieri si limita ad affermare la comune frequentazione dell'Accademia Reale e la simile istruzione ricevuta:
(V. Alfieri)
Uscito dall'Accademia, seguendo l'iter tipico dei giovani nobili del tempo, Tana si avvia alla carriera militare scegliendo uno di quei reggimenti provinciali che si radunavano solo due volte l'anno, nei mesi di maggio e settembre. Tuttavia Tana, di costituzione gracile e amante degli studi, non doveva trovare del tutto congeniale la vita militare né probabilmente si trovava a suo agio in quell'ambiente, preferendo piuttosto gli studi e gli interessi letterari.

### I primi scritti
La fine degli anni Sessanta e i primi Settanta costituiscono per il giovane ufficiale Agostino un periodo di intenso studio della letteratura italiana e francese durante il quale si cimenta nei primi tentativi di poesia. In questo periodo compone Il cinto, poemetto in ottave, e la sua prima tragedia, Sofonisba che si ritiene sia andata ormai perduta.
Molto abile nel declamare versi, Agostino, già attorno al 1770 con la lettura della sua Sofonisba, aveva raggiunto una certa fama nei salotti letterari del tempo, fama che avrebbe consolidato in seguito con la lettura di alcuni saggi da lui composti: Il parere tra l'Ariosto ed il Tasso, il discorso Sopra il lusso delle tavole fra i Romani e la dissertazione Dell'influenza delle lettere sul governo.
Da una lettera del 18 settembre 1782 inviata da Roma da Alessandro a Pietro Verri apprendiamo che "si stampano a Parma le tragedie del conte Tana cavalier torinese, ed hanno un gran credito generalmente".

### L'abbandono della carriera militare e lo sviluppo dell'attività letteraria
Alla morte del padre, avvenuta nel 1781, Agostino Tana si dimette dalla carica militare e rivolge tutti i suoi interessi alle lettere.
Seguendo un atteggiamento abbastanza comune agli intellettuali aristocratici del tempo, Tana sembra volersi ritirare dalla scena pubblica per chiudersi in una dimensione privata, a cui erano ammessi solo pochi e scelti amici, dedicando il suo tempo principalmente agli studi e all'attività letteraria.
In questo periodo compone per l'Accademia di Pittura e Scultura l'Elogio del Padre Beccaria e la Prefazione al Primo tomo dei Piemontesi Illustri che restano tra i pochi scritti pubblicati a suo nome durante la sua vita.
L'anno successivo, nel 1782, vengono pubblicati anonimi a Firenze, presso la stamperia Bonducciana, i Versi di vario metro e sempre anonima, a Livorno, presso la stamperia Gio. Vincenzo Falorni la Congiura delle Polveri, tragedia in cinque atti e in versi sciolti, rappresentata a Firenze con scarso successo. Dopo poco, per niente soddisfatto della tragedia, decide di ritirare tutte le copie in circolazione e avrebbe cercato di recuperarne «...gli esemplari eziandio dagli amici più intimi». Probabilmente influì su tale decisione anche il noto epigramma di Vittorio Alfieri che, con poche parole, condannava in modo definitivo la sfortunata tragedia: «Queste tue polveri / son pur specifiche / per sonno dare! / Senza ingoiarsele / il rammentarsele / può addormentare.» E comunque la decisione di ritirare gli esemplari della tragedia va inquadrata nell'atteggiamento complessivo – che si può definire problematico – di Tana verso la propria produzione letteraria, caratterizzato da un profondo senso critico verso ciò che aveva scritto e da una costante ritrosia a veder pubblicate le proprie opere, oltre che spesso da tormentati ripensamenti e pentimenti sul materiale pubblicato, fino a tentare appunto di recuperare tutte le copie pubblicate.
In questo stesso periodo Agostino Tana compone due altre tragedie: il Coriolano e la Fedima, tragedia in cinque atti il cui oggetto, secondo la testimonianza di Fortunato Stella - editore che la pubblicò per la prima volta postuma nel 1797 - avrebbe dovuto dare una proficua istruzione ai sovrani mostrando ad essi principalmente quanto fossero funeste all'umanità le loro sregolate passioni.
L'editore aveva definito la tragedia tra le più fortunate e il suo autore tra i più lodevoli
Tra gli altri componimenti si ricorda L'Urna, Sciolti e rime di Sebaste Ceteo e il componimento poetico L'Augurio, scritto dal Tana in occasione della nascita della principessa di Napoli Clotilde, avvenuta il 18 febbraio 1786.
Nonostante i vari riconoscimenti che otteneva dalla società del tempo, Agostino Tana era sempre più convinto della scelta di vita – avviata anni addietro con la decisione di abbandonare la carriera militare - di isolarsi in una dimensione privata. Così, nel 1786 decide di stabilirsi definitivamente a Torino.
In questo periodo trascorre il suo tempo tra Torino e Chieri, con qualche soggiorno a Racconigi, dove è tra i pochi ad essere ammessi a frequentare il salotto della principessa Giuseppina Teresa di Lorena-Armagnac principessa di Carignano, interessante figura di intellettuale femminile di fine Settecento.

### Gli ultimi anni
Agostino Tana trascorre gli ultimi anni della sua vita in modo appartato, dedicandosi ai suoi studi, alla revisione delle opere già composte e a vari progetti letterari, che non riuscirà però a realizzare, tra cui alcune tragedie (Tiberio, Il Conte Ugolino, Arianna) e Una breve e semplice istoria della vita di Tommaso Valperga di Caluso, della quale Vernazza riporta parte della Prefazione. In essa ritroviamo la convinzione che i riconoscimenti e le lodi siano solitamente disgiunte dall'effettivo valore della persona.
Agostino Tana, secondo la testimonianza del Vernazza, muore il 30 dicembre 1791, ad appena quarantasei anni, a seguito di una lunga malattia.